# Christian Jürgensen (läkare)
Christian Jürgensen, född den 27 juni 1846 i Aabenraa, död den 9 mars 1927 i Köpenhamn, var en dansk läkare och författare.
Efter skolgång i Flensburg dimitterades han 1865 från det von Westenske Institut i Köpenhamn och avlade läkarexamen 1873, varefter han var kandidat på Frederiks Hospital. År 1876 genomförde han en studieresa med särskild inriktning på näringsläran och matsmältningsorganens sjukdomar, för vilka han 1889 grundade en klinik i Köpenhamn. Ämnet för hans doktorsavhandling samma år hämtades från detta område. År 1890 genomförde han med offentligt understöd en ny resa för att studera brödbak och bageriförhållanden. I populärvetenskapliga skrifter och inlägg var han verksam inom detta sitt specialområde.